# Ahn Ji-ho
Ahn Ji-ho (hangul: 안지호; nascido em 5 de janeiro de 2004) é um ator sul-coreano.

## Filmografia

### Cinema
| Ano  | Título                       | Personagem        |
| ---- | ---------------------------- | ----------------- |
| 2016 | Ga-lyeo-jin si-gan           | Sang-chul         |
| 2018 | Marital Harmony              | Deok-goo          |
| 2018 | Sin-gwa ham-kke: In-gwa yeon | Haewonmak (jovem) |
| 2019 | Inseparable Bros             | Se-ha (jovem)     |
| 2019 | Bo-hee-wa Nok-yang           | Bo-hee            |
| 2019 | The House of Us              | Chan              |
| 2023 | Ribaundeu                    | Jung Jin-wook     |
| ASA  | Walker (hangul: 검은소년)    |                   |

### Séries de televisão
| Ano  | Título         | Personagem     |
| ---- | -------------- | -------------- |
| 2020 | Nobody Knows   | Go Eun-ho      |
| 2021 | The Veil       | Choi Sang-kyun |
| 2023 | Night Has Come | Jin Da Beom    |

### Webséries
| Ano  | Título               | Personagem           |
| ---- | -------------------- | -------------------- |
| 2014 | Drawing, Spring      | Seo Geun-tae (jovem) |
| 2021 | Move to Heaven       | Han Jung-woo (jovem) |
| 2022 | All of Us Are Dead   | Kim Chul-soo         |
| 2023 | Gyeongseong Creature | Park Beom-o          |
| 2024 | Begins ≠ Youth       | Jeong Ho-su          |
| 2025 | Heesu in Class 2     | Lee Hee-su           |

## Prêmios e indicações
| Ano  | Associações                     | Categoria                   | Nomeações          | Resultado |
| ---- | ------------------------------- | --------------------------- | ------------------ | --------- |
| 2018 | Seoul Independent Film Festival | Prêmio Estrela Independente | Bo-hee-wa Nok-yang | Venceu    |
| 2020 | 56th Grand Bell Awards          | Melhor Ator Revelação       | Bo-hee-wa Nok-yang | Indicado  |
| 2020 | 56th Baeksang Arts Awards       | Melhor Ator Revelação       | Bo-hee-wa Nok-yang | Indicado  |
| 2020 | SBS Drama Awards                | Melhor Ator Jovem           | Nobody Knows       | Venceu    |